# 奥斯瓦尔多·维埃拉国际机场
奥斯瓦尔多·维埃拉国际机場（Osvaldo Vieira International Airport），也称为比绍-比萨兰卡机场（Bissau-Bissalanca Airport,），是几内亚比绍唯一的国际机场，服務範圍為首都比绍都會區。 它位于比绍的萨菲姆（Safim）市区的比萨兰卡区（Bissalanca district）。命名乃纪念该国独立战争的指挥官。 

## 历史
1955年之前，比绍市航空交通使用现已废弃的博拉马機場，该机场位於博拉马镇附近，但旅客下機後需要乘坐渡轮才能到达比绍。
本机场于 1955 年 5 月启用，當時葡萄牙總統弗朗西斯科·克拉韦罗·洛佩斯正訪問本地，本機場同時依其名字命名，但通常被称为「比萨兰卡机场」。 
1961 年至 1965 年间，几内亚比绍独立战争期间，本機場作為第二機場基地（AB2）； 1965 年至 1974 年间，則作為葡萄牙空军第 12 号空军基地 （BA12）。
由于比绍及其周边地区發生激烈战斗，本机场于 1998 年 6 月 7 日关闭。 直到1999 年 7 月，一架TAP 葡萄牙航空飞机载着总理弗朗西斯科·法杜尔以及葡萄牙和几内亚比绍的政要降落在本機場，宣示重新开放。 
2013 年 12 月 10 日，葡萄牙航空暂停了奥斯瓦尔多·维埃拉国际机场的航班。這是因為先前本地警察部隊威脅飞往里斯本的 TP202 航班机组人员，强迫他們接上 74 名经摩洛哥和土耳其抵达比绍的，持有伪造的土耳其护照的叙利亚难民。  之後直到 2014 年 10 月下旬，才由欧洲大西洋航空公司宣布恢復往來里斯本的航班，每周一班。 葡萄牙航空于 2016 年 8 月宣布将在年底前恢复飞往比绍的航班。

## 设施
奥斯瓦尔多·维埃拉国际机场有一条跑道，跑道方向为 03/21，长度为3,200（10,500英尺） ，海拔高度是39米（128英尺） 。这条跑道也是几内亚比绍已铺设的三条跑道之一。

## 航空公司與航點
| 航空公司       | 目的地                    |
| -------------- | ------------------------- |
| 象牙海岸航空   | 阿比讓、達卡              |
| 塞內加爾航空   | 班竹,、達卡               |
| 阿斯凱航空     | 達卡、洛梅                |
| 佛得角航空     | 普拉亞（2023年11月1日起） |
| 歐洲大西洋航空 | 里斯本                    |
| 摩洛哥皇家航空 | 卡薩布蘭加、普拉亞        |
| TAP葡萄牙航空  | 里斯本                    |
| Transair       | 達卡                      |